# Weiherhof (Gessertshausen)
Die Einödsiedlung Weiherhof (ehemals Oberhofen) bei Döpshofen (Gessertshausen) liegt etwa zwei Kilometer südwestlich des Klosters Oberschönenfeld im Landkreis Augsburg in Schwaben und gehört zur Landschaft der Stauden. Neben einer kleinen Einfamilienhaussiedlung, einer 9-Loch-Golfanlage und einigen Wirtschaftsgebäuden befindet sich dort auch der „Weiherhof“. Der barocke Massivbau mit seiner zugehörigen Kapelle diente lange Zeit als Gasthaus und war ein beliebtes Ausflugsziel im Naturpark Augsburg-Westliche Wälder. Seit 2023 wird das Gebäude umgebaut und hinterhalb entsteht ein neues Museumsdepot.

## Geschichte

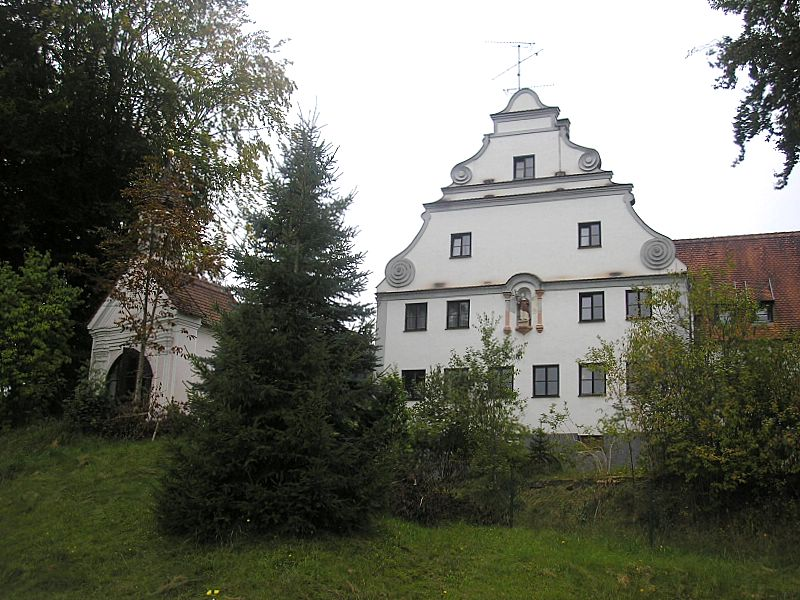
Ansicht von Osten (2005)

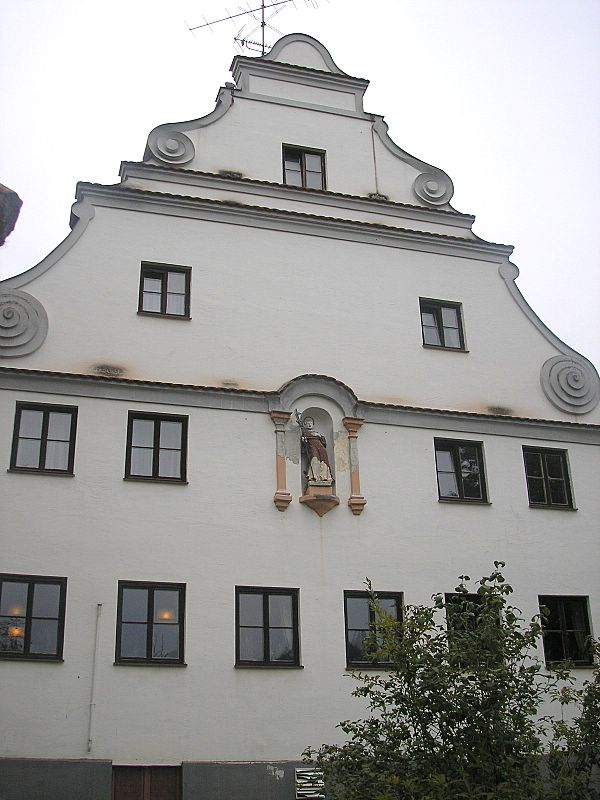
Der Schmuckgiebel (2005)

Überlieferungen zufolge soll sich im Hochmittelalter an dieser Stelle der erste Sitz des Oberschönenfelder Frauenklosters befunden haben. Es verließ im Jahre 1211 schließlich Weiherhof und zog an die heutige Stelle. 1480 wurde in Weiherhof vom Kloster ein Fischweiher angelegt, der jedoch im Laufe der Zeit wieder verschwand.
Das Gasthaus entstand 1728 unter der Äbtissin Viktoria Farget und die Kapelle wurde nach der (mittlerweile verschwundenen) Bauinschrift zehn Jahre später hinzugefügt. Das Kurzinventar überliefert die Worte: „Erbaut 1738, aufgehoben 1803, umgepfarrt aus Dietkirch nach Döpshofen 1825“. Während der Säkularisation kam das Anwesen in private Hände. Im Jahr 2012 gelangte er als Schenkung wieder zum Kloster und wurde anschließend vom Bezirk Schwaben gepachtet. 2023 begannen Arbeiten zum Umbau des Gasthofes und der Neubau eines Museumsdepots.
Weiherhof gehörte ursprünglich zur Gemeinde Döpshofen, die am 1. Mai 1978 in die Gemeinde Gessertshausen eingegliedert wurde.

## Bauwerke

### Gasthof
Der zweigeschossige Massivbau von sechs zu fünf Fensterachsen steht auf einer Anhöhe über der Verbindungsstraße zwischen dem Kloster und Döpshofen. Östlich ist die Kapelle vorgelagert. Zur Straße hin bestimmte ein barocker Schweifgiebel mit seinen Voluten und dem geschwungenen Aufsatz das Architekturbild. Eine rundbogige Nische zwischen Pilastern barg eine bemalte Tonfigur des hl. Benedikt, die noch aus der Bauzeit stammt. Die erhaltene Bauinschrift auf dem Eckstein an der Südostecke ist als Chronogramm angelegt: „MarIa VIctorIa antIstIta Longe gLorIosa aeDes Isthas ConstrVXLt“ (1728).
2023 begann der Umbau des Gebäudes. Es soll zukünftig als Unterkunft für Künstler und deren Ateliers dienen. Hierzu wurden bis zum Frühjahr 2024 der Dachstuhl, die Giebelmauern und das erste Stockwerk zurückgebaut. Anschließend soll das Erdgeschossmauerwerk statisch ertüchtigt werden und darauf ein Obergeschoss in Holzbauweise und ein neuer Dachstuhl errichtet werden. Geplant ist die Fertigstellung etwa Mitte 2026.

### Kapelle
Der kleine, rechteckige Raum umfasst nur eine einzige Fensterachse. Der Sakralbau steht auf einem hohen Sockel, die Gliederung besteht aus kräftigen Lisenen und toskanischen Pilastern. Östlich über dem Eingang bekrönt ein Dachreiter mit Zwiebelhaube das Satteldach.
Den Innenraum überspannt ein Kreuzgratgewölbe. Im flachen, dreiseitigen Schluss steht eine Altarbank. Das einfache Gitter am Rundbogenportal ist modern.